# Långsjön (Lövångers socken, Västerbotten, 715771-177005)
Långsjön är en sjö i Skellefteå kommun i Västerbotten och ingår i Mångbyåns huvudavrinningsområde.